# Рудолф (Висконсин)
Рудолф (енгл. Rudolph) град је у америчкој савезној држави Висконсин.

## Демографија
По попису из 2010. године број становника је 439, што је 16 (3,8%) становника више него 2000. године.
| Група             | 2000.       | 2010.       |
| Белци             | 396 (93,6%) | 425 (96,8%) |
| Афроамериканци    | 1 (0,2%)    | 1 (0,2%)    |
| Азијати           | 10 (2,4%)   | 1 (0,2%)    |
| Хиспаноамериканци | 6 (1,4%)    | 8 (1,8%)    |
| Укупно            | 423         | 439         |